# Hernádi Zsolt
Hernádi Zsolt Tamás (Tarján, 1960. november 30. –) magyar üzletember, 2001 óta a MOL Magyar Olaj- és Gázipari Nyilvánosan Működő Részvénytársaság elnök-vezérigazgatója, a Budapesti Corvinus Egyetemet fenntartói joggal rendelkező alapítvány kuratóriumának elnöke. 2023-ban Magyarország 44. leggazdagabb személye volt. A 2024-es Befolyás-barométer szerint ő Magyarország 6. legbefolyásosabb személye. Unokaöccse Hernádi Ádám, Esztergom polgármestere.

## Tanulmányok
Hernádi Zsolt 1960. november 30-án született Tarjánban. Esztergomban nőtt fel, itt töltötte diákéveit. Előbb a Kossuth Lajos Általános Iskola tanulója volt, majd a Dobó Katalin Gimnázium matematika tagozatán érettségizett. Ezt követően elvégezte a Marx Károly Közgazdaságtudományi Egyetemet, ahol az ipari tervező-elemző szakon szerzett közgazdász diplomát 1986-ban. Friss diplomásként Nyugat-Németországban, a Deutsche Banknál lett gyakornok.

## Életpálya
Hernádi Zsolt szakmai karrierjét az Unicbankban kezdte, majd 1989 és 1994 között számos, különböző pozíciót töltött be a Kereskedelmi és Hitelbanknál (K&H). 1992 májusától két éven keresztül a cég vezérigazgató-helyettese volt.
A Kereskedelmi és Hitelbankban eltöltött 5 év után, 1994 és 2001 között, a Magyar Takarékszövetkezeti Bank (a ma MBH Bank) vezérigazgatója, illetve egészen 2002-ig a bank igazgatósági tagja. Emellett 1995-től 2001-ig a Magyar Bankszövetség elnökségének is tagja. 2001-től tagja a Gyáriparosok Európai Kerekasztala (European Round Table of Industrialists) szakmai szervezetnek. 

## MOL
Hernádi Zsolt 1999-ben csatlakozott a MOL-csoporthoz. Ugyanezen év februárja óta a MOL igazgatóságának tagja, majd 2000 júliusa óta a társaság igazgatóságának elnöke. 2001. június 11. óta elnök-vezérigazgatói minőségben irányítja a vállalatcsoportot. Hernádi Zsolt irányítása mellett a MOL egy nemzeti, magyar társaságból vált egy magyarországi központú, nemzetközi, multinacionális olaj- és gázipari vállalattá. Ez idő alatt a vállalatcsoport árbevétele a tizenkétszeresére, 2,1-ről 25 milliárd dollárra–, míg a piaci kapitalizációja több mint háromszorosára, 2,2-ről 7 milliárd dollárra nőtt. (2002. decemberi, illetve 2024. áprilisi adatok.) Ugyanezen időszakot vizsgálva kitűnik, hogy a vállalat EBIDTA-ja közel a kilencszeresére, 128,8 milliárd forintról 1140 milliárd forintra, míg működési cash flow-ja 167,8 milliárd forintról 754 milliárd forintra nőtt. (2002-es és 2023-as adatok.)
A MOL ellen az osztrák OMV két ízben, 2007-ben és 2008-ban is ellenséges felvásárlási kísérletet hajtott végre, melyek során Hernádi kulcsszerepet játszott abban, hogy végül sikerült megőrizni a vállalat függetlenségét.
Hernádi vezetése alatt a vállalatcsoport elfogadta a 2030-ig szóló „Enter Tomorrow” elnevezésű üzleti stratégiát. A 2016. október 13-i igazgatósági ülésén jóváhagyott dokumentumban a MOL azzal számolt, hogy szénhidrogén alapú üzemanyagok hosszabb távon visszaszorulnak. Éppen ezért a cégcsoport, a versenytársak többségét megelőzve, stratégiája részeként, a klasszikus olaj- és gázipari üzletág diverzifikálását, és a régió vezető vegyipari- és fogyasztási cikkekkel, illetve szolgáltatásokkal foglalkozó társaságává történő átalakítását tűzte ki célul. Ennek jegyében a petrolkémiai üzletág fejlesztése, a vegyi termékek előállítása, az újrahasznosítás lehetőségeinek megteremtése, az autómegosztó, car sharing vállalkozás elindítása, valamint az e-mobilitás fejlesztésében való aktív részvétel kapott prioritást. Ezt a stratégiát azóta frissítették 2021-ben, majd legutóbb 2024. márciusában, melyet az elmúlt időszak energiaiparra gyakorolt hatásával indokoltak. A legfrissebb tervek szerint több mint 4 milliárd dollárnak megfelelő összeget költ a MOL-csoport zöld beruházásokra.
2023-ban a Covid19 utáni üzemanyag ársapkák megszűnése után rekord összegű profitot termelt a MOL csoport, melyből majd egy milliárd forintos bevételre tett szert.
A kutatás és termelés üzletág (Upstream) több mint 85 éves tapasztalattal rendelkezik, jelenleg tíz országban rendelkezik olaj- és gázipari kutatási és termelési eszközökkel, valamint nyolc országban termelést is folytat. 2019-ben a MOL 9,57%-os részesedést szerzett a  Kaszpi-tengeren található azerbajdzsáni Azeri-Chirag-Gunashli (ACG) kőolajmezőben, ahonnan 2023 márciusában érkezett először így saját mezőről származó kőolajszállítmány a MOL saját finomítóiba. Az Upstream üzletág 2022-ben 92 ezer hordó olajegyenértékes napi termelést produkált. Összesen a MOL olaj- és gáztermelésének csaknem kétharmada Magyarországról és Horvátországból származik. Legutóbb egy 2022 novemberében bejelentett vecsési kőolaj feltárásnak köszönhetően további 10%-kal tudta a MOL növelni hazai kitermelését (ez 5%-os országos növekedést jelent). A Vecsés-2 nevű olajkút a MOL harmadik legnagyobb hozamú magyarországi kútja lett, egyedül képes kiváltani az elöregedő algyői olajmező teljes éves természetes hozamcsökkenését.
A MOL-csoport finomítói (Downstream) üzletága 11 országban aktív, 3 finomítóval (Pozsony, Rijeka, Százhalombatta) és két petrolkémiai egységgel (Pozsony, Tiszaújváros) rendelkezik. A MOL-csoport komplex eszközöket üzemeltet, amelyek 20,9 millió tonna/év finomítói és 2,2 millió tonna/év petrolkémiai kapacitással rendelkeznek. A MOL által üzemeltetett Dunai finomító 165.000 hordó/nap (8,1 millió tonna/év) a SLOVNAFT pozsonyi finomító 124.000 hordó/nap (6,1 millió tonna/év), a rijekai pedig 90.370 hordó/nap (4,5 tonna/év) kapacitással rendelkezik. Az orosz-ukrán háború kitörése után a MOL-csoport felgyorsította kőolaj diverzifikációs programját és 2022-ben több beruházást és korszerűsítési projektet is indított. 2022 novemberében az orosz kőolajból előállított üzemanyagok exportját érintő szankciók kapcsán Arab light típusú kőolajat teszteltek sikeresen a pozsonyi finomítóban. A földgázágazatban a fő hangsúly az olyan extenzív nagynyomású gázvezetéken keresztül történő gázszállításon van, melynek hossza meghaladja az 5700 kilométert (3500 mérföldet). A MOL petrolkémiai termékeket is gyárt és forgalmaz világszerte és e téren is vezető szerepet tölt be a közép-kelet-európai régióban. A MOL petrolkémiai portfóliója kiváló minőségű poliolefin termékekből (nagy és alacsony sűrűségű polietilén, polipropilén), valamint butadiénből áll.
A MOL 2022-ben további akvizíciókon keresztül bővítette a regionális portfólióját. Belépett a lengyel üzemanyag kiskereskedelem-piacra: 417 Lotos töltőállomást vásárolt meg a PKN Orlen lengyel állami energiavállalattól, és ezzel a harmadik legnagyobb szereplővé vált az országban ebben a szegmensben. Lengyelország a legnagyobb piac, ahol a MOL-csoport jelen van és jelenleg több kútja van itt, mint Magyarországon. Az olajcég a lengyel töltőállomások mellett a magyarországi Lukoil kutakat is megvette, ezzel további 79 új MOL kúttal bővült. 2023-ban tovább folytatta akvizícióit, felvásárolta az OMV Slovenijat, amelynek köszönhetően több mint 170 töltőállomás került hozzá, melyből 39-et az Európai Bizottság feltételeinek megfelelően továbbértékesített a Shellnek.
A MOL Fogyasztói Szolgáltatások (Consumer Services) üzletága magában foglalja az olajcég kiskereskedelmi, mobilitással kapcsolatos és digitalizációs projektjeit. A kiskereskedelmi benzinkút-hálózat több mint 2500 benzinkútból áll Közép- és Délkelet-Európa 10 országában. Több mint ezer Fresh Corner kávézó és étterem található a régióban a MOL-csoport töltőállomásain, illetve Budapesten két helyszínen is nyitottak Fresh Cornert töltőállomásokon kívül. 2018-ban a társaság saját autómegosztó szolgáltatást indított Budapesten, a MOL Limot, amelyet napi szinten több mint százezren vesznek igénybe.
A MOL-csoport 2021-ben frissítette vállalati transzformációs stratégiáját, amelybe beépítette fenntarthatósági célkitűzéseit, illetve kiegészítette azt 2030-on is túlmutató távlati tervekkel.

## INA – MOL
2011-ben ügyészségi vizsgálat indult Horvátországban Hernádi Zsolt ellen, mivel 2008-2009 folyamán állítólag 10 millió eurót fizetett Ivo Sanader akkori horvát miniszterelnöknek, hogy a MOL megszerezhesse az INA feletti irányítási jogot. A MOL újra és újra visszautasította a különböző vádakat. Nem sokkal ezután a magyar Központi Nyomozó Főügyészség széleskörű nyomozást rendelt el, és 2012 januárjában megállapította, hogy a MOL érdekében és vezetői részéről bűncselekmény nem valósult meg, ezért a nyomozást bűncselekmény hiányában megszüntették. 2013 szeptember végén a zágrábi bíróság elfogatóparancsot adott ki Hernádi ellen, aki az Interpol vörös körözési listájára is felkerült. A magyar bíróság megtagadta Hernádi Zsolt kiadatását. 2013 november végén a MOL egy korábbi alkalmazottja pótmagánvádas eljárást indított Hernádi Zsolt ellen, amelyben azt állította, hogy a MOL részvényeinek csökkenése mögött az INA tisztességtelen és törvénytelen megszerzése állt. 2014. május 26-án a Fővárosi Törvényszék megszüntette az eljárást Hernádi ellen a hivatali vesztegetés miatti büntetőperben, a csalás és vagyoni hátrány okozása miatti vádak alól pedig felmentette. 2016 decemberében az UNICTRAL, a genfi választott bíróság, meghozta döntését és elutasította Horvátországnak a vesztegetésre, valamint a részvényesi megállapodás megszegésére vonatkozó valamennyi vádját.  2019. december 20-án a Zágráb Megyei Bíróság elsőfokú ítéletet hozott a Sander-Hernádi perben, miszerint a MOL vezetőjét vesztegetés vádjában bűnösnek találta és két év börtönbüntetésre ítélte. A MOL-csoport csalódottságát fejezte ki, mivel „a korábbi határozatok, mind a magyar hatóságok, mind pedig a horvát kormány által kezdeményezett nemzetközi választottbíróság (UNCITRAL) részéről azt állapították meg, hogy a MOL nem követett el bűncselekményt.” Megerősítették, hogy „az elnök-vezérigazgató továbbra is teljes mértékben élvezi a MOL-csoport Igazgatóságának bizalmát és támogatását”.  A magyar kormány egyértelműen politikai nyomásgyakorlásként értékelte Hernádi elítélését.
Két neves nemzetközi jogtudóst, Kai Ambost és David Anderson, Baron Anderson of Ipswichet  neveztek ki független bírósági megfigyelőnek, hogy a tárgyalások során a bírósági eljárás jogszerűségét figyelemmel kísérjék. Az itélethírdetést követően a  független jogi megfigyelők a horvát bíróságot horvát "nemzeti érdekalapú" elfogultsággal és a tisztességes eljárás nemzetközileg elismert normáinak megsértésével vádolták, ”beleértve ebbe az Emberi Jogok Európai Egyezményének (EJEE) 6. cikkelye (1) bekezdésének megsértését is."2020. január 29-én szintén a Zágráb Megyei Bíróság hatályon kívül helyezte a Hernádi letartóztatásáról hozott 2018-as döntését. Ugyan a horvát főügyész még fellebbezhetett a legfelsőbb bíróságon a döntés ellen, de amint az ítélet jogerőre emelkedik, úgy az európai elfogatóparancs is visszavonásra kerül, mellyel egyidőben a MOL elnök-vezérigazgatóját törlik az Interpol körözési listájáról.
A MOL az ügyben később a Világbank égisze alatt működő, washingtoni székhelyű Beruházási Viták Rendezésének Nemzetközi Központjához (ICSID) fordult, amely 2022. július 5-én közzétett ítéletében kimondta, hogy nem felelnek meg az igazságnak a horvát kormány és bíróságok azon állításai, miszerint a MOL vesztegetéssel szerzett irányítási jogot az INA-ban. Horvátország ebben az eljárásban sem tudta bizonyítani a korrupciós vádakat, az ügy koronatanúját pedig teljesen hiteltelennek minősítette a választottbíróság. Az ICSID az eljárás kilencéves időtartama alatt több tucat tanút hallgatott meg, több tízezer oldal iratanyagot vizsgáltak meg, ami után egyhangú bírói szavazással hoztak ítéletet. A korrupció hiányának megállapításán túlmenően az ICSID a MOL javára a horvát kormány 2014-es gázpiaci intézkedéseivel összefüggésben (késedelmi kamattal együtt) 235 millió dollár kártérítést is megítélt. 2023. február 2-án Davor Filipociv horvát gazdasági miniszter a horvát közszolgálati televízió szerda esti híradójában azt nyilatkozta, hogy Horvátország kifizeti a MOL Nyrt.-nek a nemzetközi választottbíróság által meghatározott 235 millió dollárt, a horvát kormány már elkülönítette az összeget a költségvetésben. 2023 áprilisában Hernádi Zsolt, kilenc év után átfogó interjút adott az RTL horvát kereskedelmi csatornának, amelyben az INA ügy kapcsán elmondta: „A nemzetközi választott bíróságok – beleértve a Horvátország által delegált bírókat is – egyhangú döntéssel mondták ki, hogy nem történt semmilyen megvesztegetés”. Ugyanitt megerősítette, hogy a MOL-csoport továbbra sem adja el az INA-t.

## A Corvinus kuratóriumának elnöke
A Budapesti Corvinus Egyetem modellváltásáról, a magyar felsőoktatási intézmények között elsőként, 2018 szeptemberében döntött a magyar kormány. A modellváltással összefüggő jogszabályalkotási munka eredményeképpen 2019. július 1-jétől a Budapesti Corvinus Egyetem állami fenntartású egyetemből alapítványi fenntartású magánegyetemmé vált és az állam helyett a Maecenas Universitatis Corvini Alapítvány vált a fenntartójává.
Az Alapítvány kuratóriumi elnöke létrejöttétől kezdve Hernádi Zsolt[, jelenlegi tagjai pedig Lánczi András, Palotai Dániel, Váradi József és Bacsa György. Az Alapítvány céljaira egy 600 millió forintos induló alapítói vagyonon túl megkapta a MOL Magyar Olaj- és Gázipari Nyrt. és a Richter Gedeon Vegyészeti Gyár Nyrt. részvényeinek 10-10%-át, hogy az állami finanszírozás megszűnését követően az osztalékbevételek hozzájáruljanak az egyetem pénzügyi stabilitásához, a kutatási pályázati források, a vállalati együttműködésekből származó bevételek és a befizetett tandíjak mellett. 
A versenyképesebb működés érdekében 2020-ban átalakult az egyetem szervezeti felépítése és a karok helyét az egyetemi intézetek vették át, valamint ezzel párhuzamosan fokozatosan növelték a külföldi diákok arányát a nemzetközi szakokon.

## Díjak, elismerések
Hernádit 2007-ben Esztergom díszpolgárává választották, majd 2009 szeptemberében a Budapesti Corvinus Egyetem díszpolgárává avatták.
2010. október 22-én a Magyar Köztársasági Érdemrend középkeresztje a csillaggal kitüntetést vehette át Schmitt Pál köztársasági elnöktől.
2016-ban Százhalombatta is díszpolgárává avatta, 2017-ben a Nemzeti Versenyképességi Tanács tagjává nevezték ki. Hernádi 2018-ban címzetes egyetemi tanári címet kapott a Budapesti Corvinus Egyetemen.
A Budapesti Értéktőzsde 2021-ben Hernádinak ítélte “A hazai tőkepiac fejlesztéséért életműdíjat”, míg a MOL Nyrt.-t a „Felelősségvállalás, fenntarthatóság, felelős vállalatirányítási díjjal” tüntették ki.